# Campionato mondiale di scherma 1956
Il Campionato mondiale di scherma del 1956 si è svolto a Londra, in Inghilterra. Si disputò solo la competizione del fioretto femminile a squadre, in quanto unica gara non compresa nel programma olimpico di Melbourne 1956. La competizione è iniziata l'14 settembre ed è terminata il 15 settembre 1956.

## Donne
| Evento                        | Oro | Argento                                                                                  | Bronzo |
| Fioretto                      | |                                                                                          | |
| Fioretto a squadre (dettagli) | Unione Sovietica Vivetta Jagodina Ėmma Efimova Tamara Evplova Valentina Rastvorova Nadežda Šitikova Aleksandra Zabelina | Francia Kate Delbarre Renée Garilhe Lylian Guyonneau Françoise Mailliard Régine Veronnet | Ungheria Lídia Dömölky-Sákovics Ilona Elek Margit Elek Katalin Kiss Magdolna Nyári-Kovács Györgyi Marvalics-Székely |

## Medagliere
| Posizione | Nazione          |   |   |   | Totale |
| --------- | ---------------- | - | - | - | ------ |
| 1         | Unione Sovietica | 1 | 0 | 0 | 1      |
| 2         | Francia          | 0 | 1 | 0 | 1      |
| 3         | Ungheria         | 0 | 0 | 1 | 1      |
| Totale    | Totale           | 1 | 1 | 1 | 3      |